# Mickiewicze (rejon grodzieński)
Mickiewicze (biał. Міцкевічы; ros. Мицкевичи) – wieś na Białorusi, w obwodzie grodzieńskim, w rejonie grodzieńskim, w sielsowiecie Podłabienie.
W dwudziestoleciu międzywojennym wieś leżała w Polsce, w województwie białostockim, w powiecie augustowskim.